# Still Life 2
Still Life 2 est un jeu vidéo d'aventure développé par Gameco Studios et édité par Microïds, sorti en 2009 sur Windows et Mac. Il fait suite à Still Life.

## Accueil
- Adventure Gamers : 3/5[1]
- Jeuxvideo.com : 13/20[2]